# Helmut Kallmeyer
 Helmut Kallmeyer  (* 8. Oktober 1910 in Hamburg; † 27. September 2006) war ein deutscher Chemiker, der in der Zeit des Nationalsozialismus der „Kanzlei des Führers“ als Berater für Vergasungsmethoden diente. Später war er im Kriminaltechnischen Institut der Sicherheitspolizei (KTI) beschäftigt.

## Leben
Kallmeyer war Sohn eines Oberbaurates und studierte ab 1929 an verschiedenen Hochschulen Chemie. 1939 schloss er sein Studium an der Technischen Hochschule Berlin ab und promovierte im folgenden Jahr. Kallmeyer wurde danach zur Kriegsmarine eingezogen und diente dort bis September 1941.
Kallmeyer war nie Mitglied der NSDAP, wurde jedoch bei der SA geführt, in die er angeblich ohne eigenes Zutun durch korporativen Beitritt des Deutschen Hochseesportverbands gelangt sei.
Ende 1940 heiratete er Gertrud Fröse, die in diesem Jahr zeitweilig in der Tötungsanstalt Grafeneck Dienst getan hatte. Unter den Hochzeitsgästen befand sich Viktor Brack, der von der „Kanzlei des Führers“ aus die Aktion T4 organisierte und für den die Braut als Sekretärin gearbeitet hatte. Im September 1941 wurde Kallmeyer aus der Kriegsmarine entlassen, um Sonderaufgaben an der Heimatfront zu erfüllen.
Die Annahme liegt nahe, dass Viktor Brack den Chemiker Kallmeyer anforderte und in ihm einen Fachmann gefunden hatte, den er dringend benötigte, um bei der Errichtung von Vernichtungslagern zu helfen. Wie aus dem so genannten Gaskammerbrief vom 25. Oktober 1941 hervorgeht, sollten bei Riga arbeitsuntaugliche Juden mit den „Brack’schen Hilfsmitteln“ vergast werden. Viktor Brack bot in diesem Zusammenhang an, seinen Chemiker Dr. Kallmeyer und weitere Hilfskräfte zu schicken. Tatsächlich wurde dieser Plan im Baltikum nicht durchgeführt; bei den Vernichtungslagern der Aktion Reinhard wurden jedoch zahlreiche Personen tätig, die zuvor bei der „Aktion T4“ beschäftigt waren.
Kallmeyer gab nach dem Kriege an, er sei nie in Riga gewesen. Nachweisbar war Kallmeyer Anfang 1942 in Lublin. An einen bestimmten Auftrag konnte er sich später nicht mehr erinnern. Angeblich kehrte er nach einer Woche wieder nach Berlin zurück, sollte dort Trinkwasser analysieren und wurde nach einer Erkrankung im Sommer 1942 zum Kriminaltechnischen Institut versetzt. Erhalten ist ein Schreiben Kallmeyers vom 2. Mai 1944, mit dem er im Auftrag des Kriminaltechnischen Instituts „15 Flaschen mit Kohlenoyd“ bestellte.

## Nach Kriegsende
Kallmeyer wurde 1946 im Zusammenhang mit dem Nürnberger Ärzteprozess als Zeuge befragt. Er bestritt, von den Euthanasie-Morden überhaupt etwas gewusst zu haben. Auch seine anschließende Tätigkeit beim KTI spielte er herunter; er habe nie etwas mit Gas und Gift zu tun gehabt. Das Ehepaar räumte nur ein, was durch aufgefundene Dokumente belegt werden konnte. Auch wenn die Untersuchungsbehörden den Beteuerungen keinen Glauben schenkten, konnte dem Ehepaar eine Mitwirkung an den verschiedenen Mordaktionen nicht nachgewiesen werden.
Nach dem Kriege war Kallmeyer als Oberregierungsrat im Statistischen Landesamt in Kiel und später für die Ernährungs- und Landwirtschaftsorganisation der Vereinten Nationen (FAO) in Kuba und Ghana tätig. Dort traf er 1960 mit Horst Schumann zusammen, nach dem wegen seiner Tätigkeit in der NS-Tötungsanstalt Sonnenstein gefahndet wurde.

## Deutungen
Der Historiker Henry Friedlander urteilt, der promovierte Chemiker Kallmeyer sei wie Albert Widmann und August Becker für die Aktion T4 unverzichtbar gewesen: „Diese drei Männer fällten keine Entscheidungen und führten keine Mordaktionen durch; sie wirkten stattdessen als Spezialisten, die fachliche Dienstleistungen erbrachten, die für den Erfolg der Mordaktion entscheidend waren.“